# Przelotni kochankowie
Przelotni kochankowie (hisz. Los amantes pasajeros) – hiszpańska komedia z 2013 roku w reżyserii Pedra Almodóvara. Twórca w ironiczny i satyryczny sposób obnaża ludzkie lęki w obliczu zagrożenia. Zdjęcia kręcono na lotniskach w Madrycie i w Ciudad Real.

## Fabuła
Personel naziemny lotniska flirtuje podczas pracy, co powoduje zamieszanie. W efekcie nieuprzątnięte klocki blokujące koła samolotu, lecącego z Madrytu do Meksyku, dostają się do podwozia i powodują w powietrzu awarię. Załoga ustala, że ryzyko wypadku i śmierci wszystkich jest bardzo wysokie. Ludzie na pokładzie w przeczuciu zbliżającego się końca zaczynają korzystać z alkoholu, narkotyków i telefonu pokładowego, by załatwić sprawy, które dotąd odkładali na później, oraz inaczej patrzeć na swoje dotychczasowe życie.

## Obsada
- Javier Cámara jako Joserra
- Antonio de la Torre jako Alex Acero
- Raúl Arévalo jako Ulloa
- Carlos Areces jako Fajardo „Fajas”
- Hugo Silva jako Benito Morón
- Lola Dueñas jako Bruna
- Cecilia Roth jako Norma Boss
- Guillermo Toledo jako Ricardo Galán
- Miguel Ángel Silvestre jako pan młody
- Laya Marti jako panna młoda
- José María Yazpik jako Infante
- José Luis Torrijo jako pan Más
- Blanca Suárez jako Ruth
- Pepa Charro jako Piluca
- Agustín Almodóvar jako kontroler lotu
- Antonio Banderas jako León
- Penélope Cruz  jako Jessi
- Paz Vega jako Alba
- Susi Sánchez jako matka Albay
- Carmen Machi jako portierka